# Kameliadamen
 For alternative betydninger, se Kameliadamen (flertydig). (Se også artikler, som begynder med Kameliadamen)
Kameliadamen (Original fransk titel: La Dame aux camélias) er en roman fra 1848 og et skuespil fra 1852, begge skrevet af den franske forfatter Alexandre Dumas den yngre. 
Romanen er baseret på virkelige begivenheder: forfatterens erindringer om den prostituerede Marie Duplessis (15. januar 1824 – 3. februar 1847). 
Skuespillet, der blev filmatiseret i 1936 med Greta Garbo i titelrollen, er derimod en glorificeret omskrivning. 
Kameliadamen er desuden forlæg for Giuseppe Verdis opera La Traviata (1853) og John Neumeiers ballet Die Kameliendame (1978).
| Bog | Spire Denne artikel om bøger og tidsskrifter er en spire som bør udbygges. Du er velkommen til at hjælpe Wikipedia ved at udvide den. |